# Логічна хиба техаського стрільця
Логічна хиба техаського стрільця (англ. Texas sharpshooter fallacy) — неформальна логічна хиба, якої припускається людина, коли ігнорує відмінності між даними, але підкреслює схожі характеристики, таким чином доходячи хибного висновку. Ця логічна хиба є філософським/риторичним застосуванням проблеми множинних порівнянь (у статистиці) та апофенії (у когнітивній психології). Вона також пов'язана з «ілюзією кластерів», яка стосується схильності людського пізнання знаходити патерни там, де вони насправді не існують.
Назва походить від жарту про техасця, який розряджає обійму у стіну хліва, потім підходить до неї, малює мішень з центром у найбільшому скупченні слідів від пострілів та заявляє, що він влучний стрілець.

## Структура
Логічна хиба техаського стрільця часто виникає, коли у розпорядження людини потрапляє великий масив даних, але вона фокусується лише на невеликій підмножині цих даних. Фактор, відмінний від того, за яким було обрано підмножину, може надати всім елементам підмножини якусь спільну характеристику (або пару спільних характеристик, якщо мова йде про кореляцію). Якщо людина намагається пояснити ймовірності виявлення деякої підмножини серед великого обсягу даних з деякою спільною характеристикою за фактором, відмінним від її фактичної причини, то ця людина, швидше за все, впадає в оману техаського стрільця.
Ця логічна хиба характеризується відсутністю конкретної гіпотези до початку відбору даних з множини або формулюванням гіпотези лише, коли дані вже бути вибрані та проаналізовані. Тому, вона як правило не стосується випадків, коли людина мала попередню гіпотезу щодо можливого зв'язку між даними до їх обробки. Наприклад: до обробки інформації, людина може мати припущення про певний фізичний механізм, який веде до зв'язку між даними. Тоді вона може використати інформацію, щоб підтвердити або спростувати наявність такого механізму. Альтернативно, якщо може бути отримана додаткова інформація з використанням того ж процесу, що і для оригінальної інформації, людина може використати оригінальну інформацію для формулювання гіпотези та перевірити гіпотезу на нових даних (див. перевірка статистичних гіпотез). А от оманою техаського стрільця буде, якщо людина використає одні і ті самі дані і для формулювання, і для перевірки гіпотези.

## Приклади
- Шведське дослідження, надруковане 1992 року, намагалося з'ясувати, чи високовольтні лінії передач мають негативний вплив на здоров'я. Дослідники проаналізували здоров'я кожного, хто жив менше ніж у 300 метрів від високовольтної ЛЕП, за період 25 років на предмет наявності статистично значущого зростання у поширенні понад 800 хвороб. Дослідження виявило, що частота появи дитячої лейкемії була вища у 4 рази у тих, хто жив найближче до високовольтної ЛЕП, і ці результати викликали заклики до дій до шведського уряду. Однак проблема цього дослідження була у тому, що досліджувана кількість потенційних хвороб — понад 800,  була настільки великою, що створила високу ймовірність того, що принаймні одна хвороба випадково дасть статистично значуще зростання відсотку поширення. Відтак, наступні дослідження не змогли підтвердити зв'язок між високовольтними ЛЕП і дитячою лейкемією ні причинно-наслідковий, ні навіть у кореляції.[6]

- Дана логічна хиба часто присутня у сучасних інтерпретаціях катренів Нострадамуса. Вони часто вільно перекладаються з оригінальної архаїчної французької мови, позбавляються їх історичного контексту, а потім застосовуються для підтримки висновку, що Нострадамус передбачив конкретну подію сучасності після настання такої події.[7]